# Norweska Federacja Hokeja na Lodzie
Norweska Federacja Hokeja na Lodzie (oficjalny skrót: NIHF, norw. Norges Ishockeyforbund) – ogólnokrajowy związek sportowy działający na terenie Norwegii będący reprezentantem norweskiego hokeja na lodzie zarówno mężczyzn, jak i kobiet we wszystkich kategoriach wiekowych w kraju i zagranicą.

## Historia
Norweska Federacja Hokeja na Lodzie została utworzona w dniu 18 września 1934 roku, a przyjęta w poczet członków Międzynarodowej Federacji Hokeja na Lodzie w dniu 20 stycznia 1935 roku. Pierwszym prezesem był Rolf Gjertsen. Obecnie urząd prezesa sprawuje Nils Gerhard Nilsen.
W federacji zarejestrowanych jest 1 818 zawodników, 632 zawodniczki, 4 179 młodzieży i 270 sędziów. Na terenie Norwegii rozlokowanych jest 45 lodowisk krytych i 1 lodowisko odkryte.

## Związki okręgowe
Federacja podzielona jest na następujące okręgi i regiony:
| Nazwa                                      | Siedziba                |
| ------------------------------------------ | ----------------------- |
| Akershus Ishockeykrets                     | Rasta                   |
| Buskerud, Telemark, Vestfold Ishockeykrets | Hønefoss                |
| Hedmark og Oppland Ishockeykrets           | Vang                    |
| Hordaland Ishockeykrets                    | Oslo (Bjørndal)         |
| Oslo Ishockeykrets                         | Oslo                    |
| Resten av landet                           | Oslo (Ullevaal Stadion) |
| Rogaland Ishockeykrets                     | Stavanger               |
| Sør Trøndelag Ishockeykrets                | Trondheim               |
| Utenlandske ishockeyklubber                | Oslo (Ulleval Stadium)  |
| Østfold Ishockeykrets                      | Sarpsborg               |